# Heinrich von Kettenbach
Heinrich von Kettenbach, eigentlich Johann Rott (* unsicher in Franken; † um 1524 in unsicher München) war ein Verfasser lutherischer Flugschriften und Reformator.

## Leben
Außer den wenigen Angaben aus seinen eigenen Schriften erfährt man nicht viel über ihn. Zur gleichen Zeit wie Johann Eberlin von Günzburg gehörte er dem Franziskanerkloster in Ulm an. Infolge seiner Gesinnung, aus der er keinen Hehl machte, war er gezwungen, Ende 1522 aus dem Konvent, dem er nur etwas über ein Jahr angehört hatte, auszutreten. Seine Predigt von „Fasten und Feiern“ wurde viel beachtet und oft nachgedruckt.
Seine Ablehnung der kirchlichen Gebote hatte ihn mit dem Dominikaner Nestler in Ulm in Streit gebracht. Mit ihm rechnete er in seinem Sermon „Wider des Papstes Küchenpredigt zu Ulm“ scharf ab. Im selben Jahre veröffentlichte er noch eine weitere Predigt „Von der christlichen Kirche“, in der er ihr wahres Wesen entwickelt und als ihren Grund Christus bezeichnet.
Seine kühne Haltung konnte sich aber nicht gegen alle Gewalten durchsetzen. Aus Ulm musste er plötzlich fliehen, ohne von seiner Gemeinde Abschied nehmen zu können. Diese vergaß er aber nicht, sondern sandte ihr noch ein Abschiedswort und schließlich einen Traktat „Gespräch mit einem Altmütterlein in Ulm“, in dem er die verwirrten Gewissen über die römischen Kirchenbräuche aufklärte und sie den wahren Trost in Christi Werk finden ließ.
Unbekannt bleibt, wo er sich in den folgenden Jahren aufgehalten hat. Vielleicht suchte er bei Franz von Sickingen Zuflucht. Seine späteren Trostschriften sind bald in Erfurt, bald in Wittenberg und Zwickau gedruckt, ohne dass man weiß, ob er auch selbst dort gewesen ist. Seine Schriften aus dem Jahre 1523 verteidigen in scharfer Weise Sickingen und besonders Martin Luther. Vor allem seine Flugschrift: „Verantwortung des Mordgeschreys der Papisten über die Lehre Martin Luthers“ ist hier zu nennen. Aus den folgenden Jahren ist nur eine Predigt mit heftigen Angriffen auf die Mönche bekannt, dann verstummt er. 1524 lag er in München im Gefängnis. Wahrscheinlich ist er dort umgekommen.

## Werke
- „Fasten und Feiern“
- „Wider des Papstes Küchenpredigt zu Ulm“
- „Verantwortung des Mordgeschreys der Papisten über die Lehre Martin Luthers“ Wittenberg, 1523
- „Eine Vermahnung Junker Franzen von Sickingen zu seinem Heer“ Augsburg, 1523